# Xenochroma roseimargo
Xenochroma roseimargo är en fjärilsart som beskrevs av Antonius Johannes Theodorus Janse 1933-1935. Xenochroma roseimargo ingår i släktet Xenochroma och familjen mätare. Inga underarter finns listade i Catalogue of Life.